# 엘렌 케이

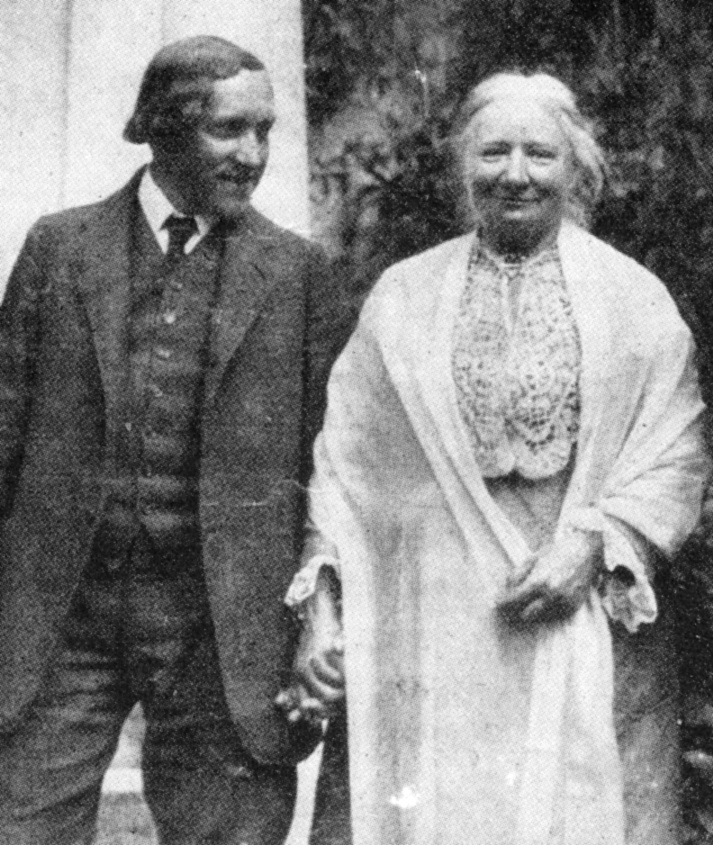
엘렌 케이 (오른쪽)

엘렌 캐롤리나 소피아 케이(Ellen Karolina Sofia Key, 1849년 12월 11일 ~ 1926년 4월 25일)는 스웨덴의 사상가이며, 교육자이다.

## 생애
1849년 12월 11일에 스웨덴 남부 지역의 순스홀름(Sundsholm)에서 6남매의 장녀로 태어났다. 집안은 대대로 루소를 숭배하는 명문가였다. 그의 부친 에밀(Emil Key)은 급진파의 정치인으로, 국무장관까지 지냈다. 6세에 독일어, 14세에 프랑스어를 배웠으며, 18세에 입센의 작품에 접하고 종교·사회문제에 관심을 갖게 되었다. 23세에 아버지 비서 격으로 유럽 각지를 여행하고, 25세에 아동교육과 여성의 자유에 관한 논문을 발표했다.
20대에 케이는 베를린, 드레스덴, 빈, 피렌체, 파리, 런던 등 유럽의 여러 도시를 여행하여 견문을 넓혔다. 1874년에 케이는 여름을 덴마크에서 보냈다. 그곳에서 그는 민중 대학 제도에 깊은 인상을 받고 조국에 민중 대학을 설립하는 것을 인생의 목표로 세웠다. 그러나 케이의 꿈은 실현될 수 없었다. 경제적인 어려움으로 인해 케이는 1880년부터 스톡홀름에 있는 사립 여학교에서 교사로 일하게 되었기 때문이다. 그러나 1883년부터 20년간 케이는 스톡홀름에 있는 일종의 민중 대학이라고 볼 수 있는 노동자 기관에서 문화사에 대한 강의를 담당해 명성을 얻음으로써 못 이룬 민중 대학 설립의 꿈을 대신하게 되었다.
문필가로서의 케이의 경력은, 1870년대 중반에 여성 운동 계열의 잡지 및 문화 분석적이고 문화 비판적인 주장을 추구하는 잡지에 글을 기고함으로써 시작되었다. 이후 케이는 다양한 주제에 관해 논문, 논설 기사, 에세이 등의 형태로 많은 글을 집필했다. 그 예로서 ＜연설과 출판의 자유에 대하여＞(1889), ＜개인주의와 사회주의＞(1896), ＜사고의 이미지＞(1898), ＜인간-존재＞(1899) 등이 있다. 아울러 케이는 ＜가정과 학교에서 유아들을 위한 교사＞(1876), ＜남녀 공학에 대한 진술＞(1888), ＜학교에서의 영혼 살인＞(1891), ＜교육＞(1897), ＜미적 감각의 발달을 고려한 대중 교육＞(1906) 등 직접적으로 교육에 관한 글도 썼다.
1898년에 독일에서 처음으로 ≪잘못 사용된 여성의 힘≫이 발간되었으며, 1901년에 에세이집인 ≪소수와 다수≫가 출판되었다. 가장 중요하고 가장 잘 알려진 케이의 작품은 물론 1900년에 스웨덴에서 출판된 ≪어린이의 세기≫다. 이 책은 2년 후에 독일에서 ≪Jahrhundert des Kindes 어린이의 세기[*]≫라는 제목으로 번역·출간되었으며, 이것을 계기로 스웨덴의 여성 작가 케이가 ‘국제적으로 주목받는 여성 작가’로서의 명성을 얻게 되었다.
≪어린이의 세기≫를 통해 세계적인 작가로 성공을 거둔 이후에 케이는 가르치는 일을 그만두고, 프리랜서 작가로서 집필 활동에 전념했다. ≪인간들, 두 가지 성격 연구≫(1903), ≪사랑과 결혼에 대하여≫(1904), ≪사랑과 윤리에 대하여≫(1905), ≪삶의 신앙-신, 세계, 영혼에 대한 고찰≫(1906), ≪인격과 아름다움≫(1907) 등이 출간되었고 1908년에 ≪어머니와 어린이≫와 ≪여성의 세 가지 운명≫이 동시에 출판되었다. 그의 마지막 작품은 독일에서 1913년에 출판된 ≪젊은 세대들≫이다.
이미 1912년에 케이는, 유럽에서 국가들 사이의 갈등이 점점 더 분명하게 감지되는 상황에 직면하여, 평화주의 또는 전쟁의 문제에 관한 글을 기고하기 시작했다. 1차 세계대전이 발발한 후에는 평화주의와 함께 민중 결속적인 참여에 관한 글을 집필했다. 그러나 1920년부터 케이는 일체의 집필 활동을 중단하고 스웨덴의 해변가에 위치한 저택에서 은둔 생활을 했으며, 1926년 4월 25일에 77세의 나이로 세상을 떠났다.

## 교육사상
그는 루소의 개인적 자유주의에 찰스 다윈(C. Darwin) 학파의 생물학적 원리를 가미하여 교육설을 구성하고 있다. 그의 교육사상은 <아동의 세기> 속에 전개되고 있는데 그 주요 내용을 보면 다음과 같다. 첫째, 아동의 선천적이며 고유한 본성을 억압하고, 다른 사람의 인격을 그 자리에 충당한다는 것은 언제나 죄악이다. 둘째, 교사의 임무는 아동의 선천적 경향성을 이해하여 그것을 교육의 출발점으로 삼아야 한다. 셋째, 아동의 생활과 인격과 있는 그대로의 진실을 이해해야만 교육이 가능하다. 넷째, 선천적 소질을 발전시켜 주지 않고 외부로부터의 강요나 압력으로 성인사회의 생활습관·인격을 부과하는 것은 억압에 그치는 것이 아니라 선한 본성에 반대되는 방향으로 빗나가게 한다. 다섯째, 엄격한 생활방식·규칙적 습관을 강요하지 말고 자유로운 분위기 속에서 활동하도록 해야 한다. 여섯째, 아동을 방임·고립시키는 의미가 아닌, 최선의 안정된 사회환경에 놓아 두고, 그곳에서 타인의 권리와 충돌하지 않는 한에서 자유로운 자기활동을 하게 해야 한다. 일곱째, 성인의 생활방식을 가르칠 경우 성인 스스로 모범을 보여 아동으로 하여금 자연적 모방을 하게 해야 한다. 그는 아동 본래의 선성(善性)의 자기발전력을 확신하고 있으면서도 사회환경에서 격리된 고립된 환경보다는 사회안에서 타인의 권리를 침해하지 않는 범위 안에서 개인의 자유로운 자기활동을 통한 교육을 주장하고 있다.
또 그는 당시 학교 교육의 결함과 체벌에 대하여 다음과 같이 비판하였다. 먼저 학교의 결함에 대해 그는
1. 학교는 아동이 지니고 있는 관찰욕·지식욕·독립정신과 같은 것을 학교를 떠나기 전에 완전히 없애 버리는 곳이며,
2. 낡은 주입식 교수방법과 엄격한 훈련 때문에 아동의 인격은 질식해 버리고,
3. 가장 순종적이고 무기력한 아동이 가장 모범적으로 간주되는 곳이라고 했다.

또 학교에서의 체벌 사용은
1. 아동의 향상·발달을 저해하는 무지·무능한 교사의 소치이고,
2. 교사는 자기들이 어린시절에 당한 체벌의 공포를 아동의 입장에서 생각지 못하며,
3. 회초리를 사용하면 아동의 인내력을 기른다고 생각하나 이것은 잘못이며,
4. 오히려 습관적으로 거짓말을 하게 하며,
5. 사고력의 발달을 저해시키고,
6. 부도덕을 낳게 하며,
7. 자유의 미덕보다 노예적 습관을 기르게 한다고 했다.

그는 자기가 이상으로 하는 교육을 <아동의 세기>, <미래의 학교>편에서,
1. 입학 연령의 낮춤,
2. 능력별·기호별 적성교육의 실시,
3. 교실을 대신하는 박물관·연구실의 설치

등으로, 미래의 학교는 무학급·무교과서·무시험·무증서(無證書)·무훈계의 완전한 자유교육체제를 통해 아동이 자유롭게 활동할 수 있는 곳이라고 밝히고 있다.
이러한 그의 교육사상은 그 뒤 신 루소주의로 불리면서 영향을 주었는데, 특히 독일의 구를리트, 이탈리아의 몬테소리의 '몬테소리법(法)', 벨기에의 데크롤리(O. Decroly, 1871-1932)의 '데크롤리법', 미국 파커스트(H. Parkhust, 1887-1959)의 '돌턴 플랜(Dalton plan)' 등의 새로운 교육방법에 영향을 주었다.

## 《어린이의 세기》
《어린이의 세기》는 스웨덴의 여성 작가 엘렌 케이에게 국제적 명성을 가져다 준 작품이다. 20세기 교육학의 ‘이론적인 성서’로 불리는 루소의 ≪에밀≫이나 페스탈로치의 저서들과 대등한 수준으로 평가받는다. 엘렌 케이는 그의 대표작 ≪어린이의 세기≫에서 새롭게 시작되는 세기, 즉 20세기에 새로운 인간의 양성이 필요하며, 이는 새로운 교육을 통해서만 가능하다고 역설한다. 케이의 교육학은 ‘어린이로부터’라는 지향성 아래 ‘스스로 성장하게 함’을 목표로 하고 있다. 가정 교육의 중요성, 체벌 금지, 성적표 폐지, 대안학교 설립 등 이 책이 제시하는 여러 주장들은 출간된 지 100년이 지난 지금까지도 여전히 유효한 것이다.
≪어린이의 세기≫는 정치·사회·문화적인 문제, 여성 문제, 결혼·가정 문제, 학교 교육 문제 등 다양한 분야에 대한 케이의 관심이 집대성된 책이다. 이 책에는 독일 사상사의 두 정점인 괴테와 니체의 근본적인 이념을 수용하고 있으며, 스피노자의 일원론(Monismus)에 기초하여 신, 세계, 영혼 등에 관한 자신의 철학 사상을 제시하고 있다. 또한 몽테뉴, 루소, 스펜서 등의 교육 사상과의 연관성 속에서 교육에 관한 입장이 피력되고 있다. 케이는 이들에 대한 단순한 수용에서 나아가, 비판적 분석을 통해 자신의 입장을 강화하고, 독자적 입장을 취하하거나, 필요에 따라 통합하기도 했다. 이와 같이 이 책에 나타난 케이의 교육에 대한 견해와 태도는 당시의 시대 정신사적인 흐름들의 영향 아래, 이전 교육 사상가들의 전통 위에서 구성되었다.
개혁교육학 운동 안에는 매우 다양한 이론과 실천들이 포함되어 있지만, 전통적인 성인 중심의 학교에 대한 비판과 함께 새로운 어린이 이해를 토대로 하여 모든 교육의 중심을 어린이에 두고자 하는 ‘어린이 중심의 교육’을 추구한다는 공통점을 갖는다. 이처럼 개혁교육학 운동의 공통적인 특성으로서 ‘어린이로부터’라는 지향성을 강조하면서 형성된 교육 운동의 흐름을 특별히 ‘어린이로부터의 교육학’이라고 부른다. 케이는 바로 이러한 교육학 흐름의 가장 대표적인 인물로 평가되며, 더 나아가 창시자로 명명되기도 한다.
케이는 ≪어린이의 세기≫에서 이 책을 ‘새로운 세기에 새로운 인간의 양성을 희망하는 모든 부모들에게’ 바친다고 표명하고 있다. 여기서 ‘새로운 인간의 양성’이 케이의 교육학의 중심 요소임이 드러난다. 그런데 새로운 인간의 양성은 ‘새로운 교육’을 통해서만 실현될 수 있기 때문에 당시에 새롭게 시작된 세기, 즉 20세기에 이런 작업이 추구되어야만 한다는 것이다. 또한 ‘스스로 성장하게 함(Wachsenlassen)’이라는 명제는 케이의 교육학의 본질적인 원칙이다. 케이는 우선 어린이의 존엄성과 권리에 대한 인정으로부터 어린이의 개성을 존중하는 것을 교육의 출발점으로 보고 있다. 이에 따라 케이에게 교육의 목적은 각 어린이가 자유롭고 독립적인 개체로 발달하도록 하는 것이다. 가능한 한 어린이를 직접 규제하는 것을 줄이고 그 대신에 어린이가 스스로 발달할 수 있는 친화적인 환경을 조성하는 것을 의미한다. 그리하여 케이에게 가장 좋은 교육은 스스로 성장하게 두는 것, 환경의 형성에 목표를 두는 것이 된다.

## 참고 및 관련 문헌
- 앨런 케이.  정혜영 역, 편집. 《어린이의 세기》. 지만지. ISBN 978-89-6406-378-1.

## 같이 보기
- 교육사상
- 자유주의 (교육사상)
  - 구를리트
  - 몬테소리
  - 데크롤리
  - 파커스트

## 참고 문헌
- 이 문서에는 다음커뮤니케이션(현 카카오)에서 GFDL 또는 CC-SA 라이선스로 배포한 글로벌 세계대백과사전의 내용을 기초로 작성된 글이 포함되어 있습니다.
- 본 문서에는 지식을만드는지식에서 CC-BY-SA 3.0으로 배포한 책 소개글을 기초로 작성된 내용이 포함되어 있습니다.